# Лонгоне-аль-Сегрино
Лонгоне-аль-Сегрино, Лонґоне-аль-Сеґрино (італ. Longone al Segrino) — муніципалітет в Італії, у регіоні Ломбардія, провінція Комо.
Лонгоне-аль-Сегрино розташоване на відстані близько 510 км на північний захід від Рима, 40 км на північ від Мілана, 13 км на схід від Комо.
Населення — 1875 осіб (2014).
Покровитель — San Fedele.

## Демографія
Населення за роками:

Станом на 1 січня 2023 року в муніципалітеті офіційно проживало 55 іноземців з 18 країн, серед них 12 громадян країн Євросоюзу та 3 громадяни України.

## Сусідні муніципалітети
- Канцо
- Ерба
- Еупіліо
- Прозерпіо